# 高須輪中
高須輪中（たかすわじゅう）は、岐阜県南西部の木曽三川下流部にあった輪中。

## 地理

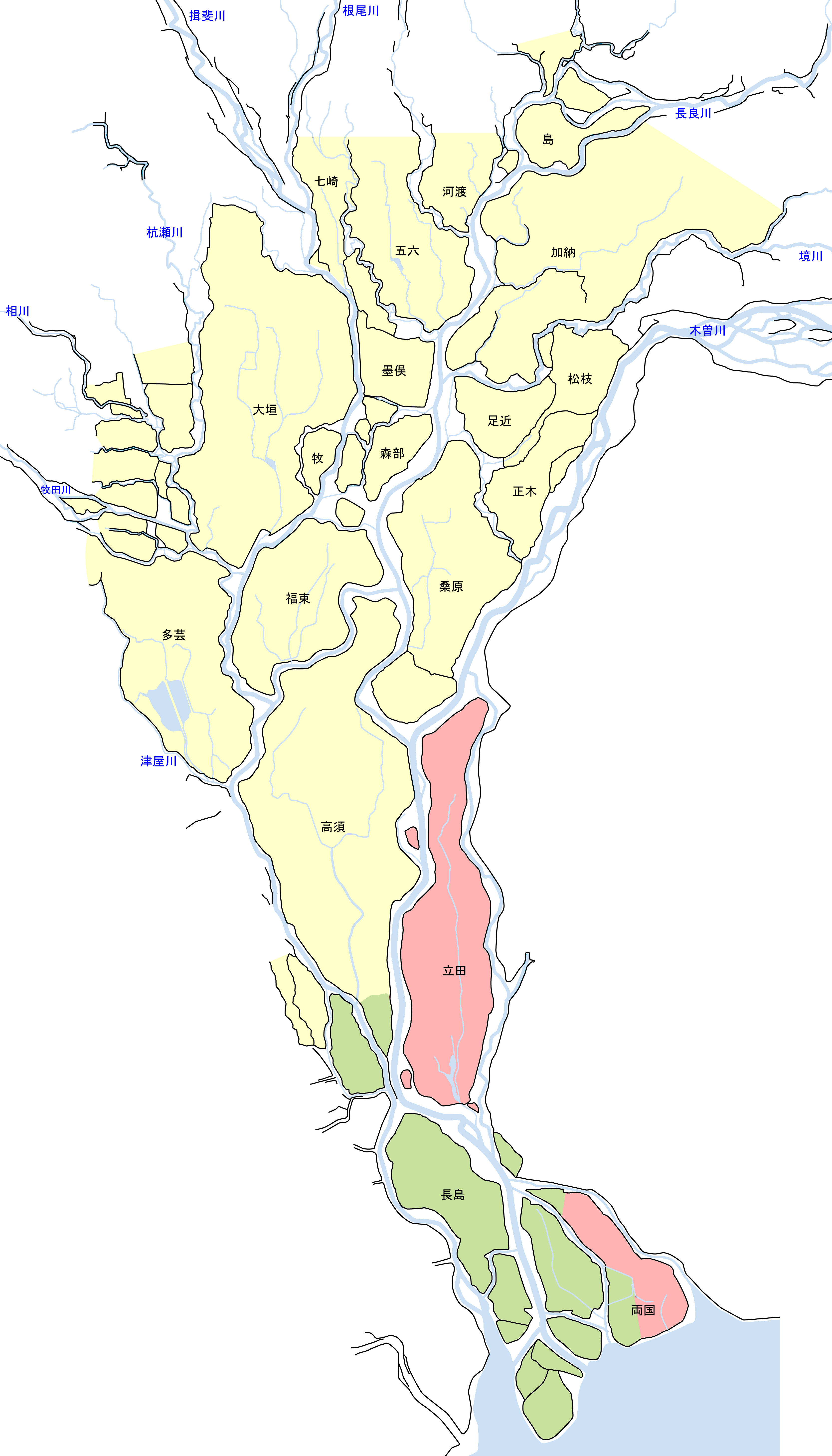
明治時代初期の輪中地帯の様子（黒字は主要な輪中名、水色線・青字は主要な河川、着色は黄が美濃国（岐阜県）・赤が尾張国（愛知県）・緑が伊勢国（三重県））

現在の岐阜県海津市の旧海津町及び平田町のほぼ全域が相当する。東から木曽川・長良川、西から揖斐川が合流する地点にあり、輪中の北側を長良川から揖斐川に流れる大榑川に囲まれていた。輪中内を流れる大江川は排水に利用されていた。
輪中内に本阿弥・帆引・福江・金廻・松山中島・日原といった内郭輪中が存在する複合輪中であり、輪中北部は比較的初期に「高須輪中」として成立した地域であり、この地域を「古高須輪中」とも呼ぶ。輪中内には108の村があったとされ、別称として「百八輪中」「百輪中」「百輪」とも呼ばれた。地形的に考えると、大江川沿いの堤防を境としてさらに小さな輪中に分割解釈する場合もある。
高須輪中の周辺には木曽川・長良川を挟んで桑原輪中・立田輪中、揖斐川を挟んで七郷輪中（現在の三重県桑名市多度町）など、大榑川を挟んで福束輪中が存在する。

## 歴史

### 古高須輪中の成立

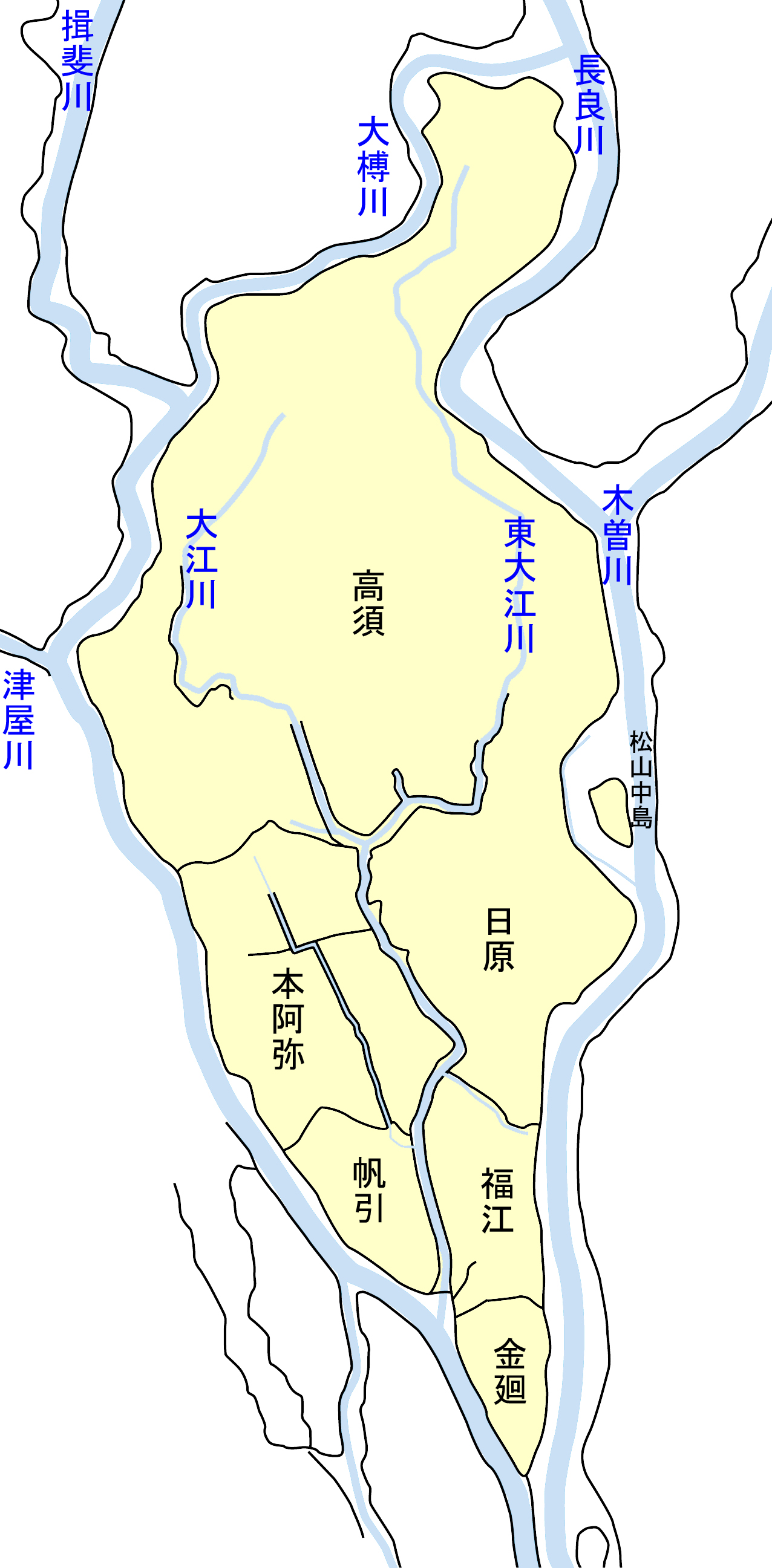
高須輪中の内郭輪中と周辺の河川の様子

高須輪中（古高須輪中）は『百輪中旧記』の記述を頼りに、1319年（元応元年）に形成された最古の輪中だと考えられていた。しかしその後の研究によって『百輪中旧記』には近世特有の用語や、木曽川や揖斐川の位置など矛盾する点がみられることから『百輪中旧記』そのものが近世以前ではない可能性が指摘され、安藤萬寿男らによる研究成果をまとめた著書『輪中-その形成と推移』で古高須輪中の形成時期について「1606年（慶長11年）もしくはその少し前」とする見解が示されたが、いずれにせよ高須輪中は最も初期に形成された輪中と考えられる。
洪水の度に流れを変えていた木曽川がおおよそ現在の河道に落ち着いたのは1586年（天正14年）の大洪水の後とされるが、それ以前の古木曽川の派川の1つが高須輪中内を流れていたと考えられる。古木曽川は輪中東側の長良川が大きく蛇行する付近から流入し、現在の海津市鹿野付近で西に流れを変えて現在の海津市役所付近へと流れていた。市役所付近からは大江川筋で流れたとする説が通説となっているが、その流路は西から南南東へと急激な方向転換となるため、市役所の北から西を抜けて現在の海津市西小島付近で揖斐川筋に至る流路の可能性も指摘されている。
古木曽川の西側から開発が始まり、13世紀から14世紀に東西両側の高位部の開発がなされたとみられる。この当時の堤防は「尻無堤」の状態であったと考えられており、伊藤信はこの時の東西の「尻無堤」の輪中について、西側を「（第1次）高須輪中」、東側を「秋江輪中」と命名している。1586年（天正14年）の大洪水の後に、東西の輪中を統合した「古高須輪中」（伊藤信の定義では「（第2次）高須輪中」）が成立した。

### 複合輪中の形成
古高須輪中の完成に続いて、後に内郭輪中となる輪中も順次成立していった。
金廻輪中（かなまわりわじゅう）
高須輪中の最南端に位置する。下流域にあった微高地を1576年（天正4年）から開発した地域で、古高須輪中に次いで古い輪中。地理的にも古高須輪中とやや離れた独立した輪中であり、唯一伊勢国に属した。（複合輪中の）高須輪中となってもこの地域は伊勢国（のちに三重県）に属し続けたが、明治時代の1884年（明治17年）に岐阜県に編入された。
福江輪中（ふくえわじゅう）
高須輪中の南東部、金廻輪中の北に位置する。1609年（慶長14年）に福江・古中島の検地が行われたことが記録として残されているが、実際に開発が行われた時期は不明である。金廻輪中よりは後年の成立と見られ、福江輪中南部の堤防は金廻輪中の堤防を利用している。
本阿弥輪中（ほんなみわじゅう）
古高須輪中の南西側に位置する。古木曽川などの河川敷であったと考えられる五町・柳湊などは慶長年間に開発され、1648年（慶安元年）にまずその範囲の輪中が形成された。1649年（慶安2年）から京都の本阿弥家の灰屋紹益によって本阿弥新田などが開発され、一帯を懸廻堤で囲んで本阿弥輪中が形成された。
帆引輪中（ほびきわじゅう）
本阿弥輪中の南に位置する。本阿弥輪中に隣接した帆引新田が1652年（承応元年）に開発された後、1657年（明暦3年）に七右衛門新田が開発されて構成された。輪中の体を成しているが独自の水防共同体は持たず、古い文書上にも「帆引輪中」の名前は登場しないことから、独立した輪中ではなく本阿弥輪中の一部と見るのが妥当とも考えられている。
日原輪中（ひばらわじゅう）
高須輪中の東部に位置する。江戸時代以降に呼称として存在していたと思われるが、輪中の成立時期は不明である。伊藤信は論文の中で、秋江輪中の低湿地にあった日原・外浜・森下・長久保・石亀の5村について「小堤防を繞らして日原輪中と呼んで居た」としているが、根拠は示されていない。日原輪中と福江輪中の間には大江川よりも幅の広い河川があったと推定され、森下には破堤による落堀の名残が現存している。
松山中島輪中（まつやまなかじまわじゅう）
日原輪中の東側、高須輪中の輪中堤外の東側に位置する。かつては松山中島輪中の西側を木曽川が流れていたが、1646年（正保3年）に村の東側を掘割して木曽川を通したためこのような形となった。こういった経緯から長く木曽川対岸の尾張国（のちに愛知県）に属していたが、1887年（明治20年）に岐阜県に編入された。
1732年（享保17年）には福江輪中と帆引輪中の間に位置する万寿新田が完成し、これをもって高須輪中の最終的な成立と考えられている。

### 宝暦治水の成果
薩摩藩による1754年（宝暦4年）の宝暦治水などの一連の工事で、高須輪中の周辺では南端の油島に喰違堤（喰違堰）を備えた「油島洗堰」が築かれたほか、福束輪中との間の大榑川にも洗堰が築かれた。この工事では一定の成果はあったものの、土砂の堆積による新たな水害や、悪水の排水に支障が出るなど抜本的な改善には繋がらなかった。

### 分流工事による変化

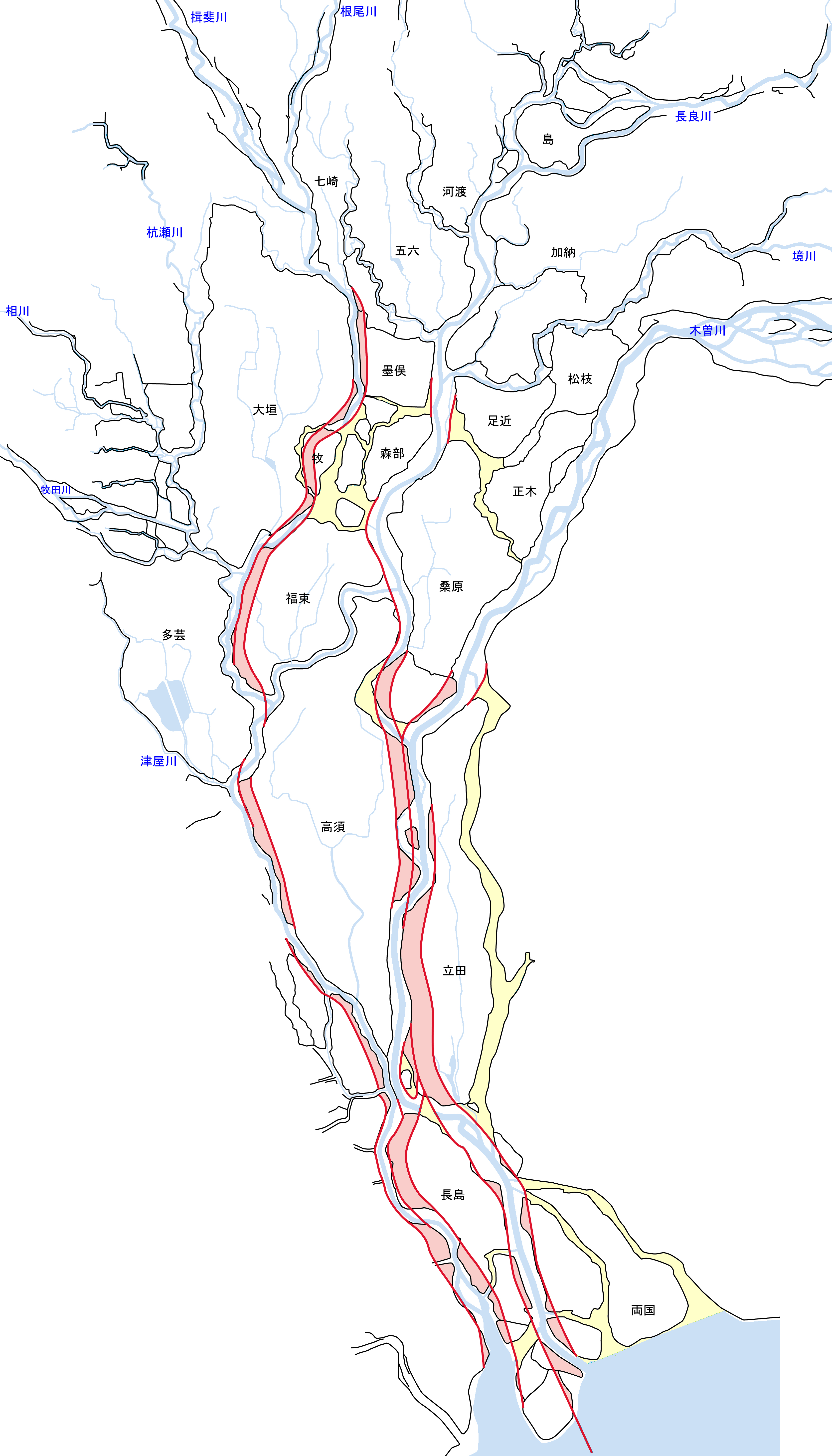
明治時代の木曽三川分流工事による堤防の変遷（赤線が新堤防、黒線が旧堤防、薄赤着色部が開削された部分、薄赤着色部が締め切りなどがされた河川）

明治時代には政府から派遣されたヨハニス・デ・レーケによって、1887年（明治20年）から1912年（明治45年）に最新土木技術を用いた木曽三川分流工事が行われた。高須輪中の北側では大榑川など長良川の派川が締め切られたことにより墨俣輪中までが陸続きとなり、南側では油島締切堤は完全に閉じて旧長島輪中の揖斐川左岸堤防などと繋げられ新長良川・新揖斐川の背割堤となった。
東側では成戸から日原までの約6キロメートルが開削されて新長良川河道となった。この区間の開削による掘削量は480万立方メートルに及ぶ最大規模のもので、この開削により日下丸村・松山中島村の全住民が移転を余儀なくされた。
西側では福岡から安田にかけてが開削されて新揖斐川河道となり、旧堤防は多芸輪中の高柳との間が締め切られて揖斐川・津屋川の背割堤として利用された。この結果津屋川の合流点は約3.5キロメートル下流側に移動し、多芸輪中の悪水排除が改善された。

### その後の改善
昭和にはいると高須輪中内の河川に排水機が設置されると排水の滞留はなくなり、現在では堀田は見られなくなっている。